# 尖裂叶蒿
尖裂叶蒿（学名：Artemisia incisa）为菊科蒿属的植物。分布于巴基斯坦、尼泊尔、克什米尔以及中国大陆的西藏等地，一般生于中以及高海拔地区，目前尚未由人工引种栽培。